# Niclas Füllkrug
Niclas Füllkrug (Hanôver, 9 de fevereiro de 1993) é um futebolista alemão que atua como centroavante. Atualmente defende o West Ham.

## Carreira
Füllkrug é proveniente da base do Werder Bremen. Em 24 de agosto de 2013, ele foi emprestado ao Greuther Fürth por um ano. Em 2 de novembro de 2013, ele marcou quatro gols na vitória sobre o Erzgebirge Aue por 6–2, fora de casa. Em 2014, se transferiu para o Nürnberg. Fez um hat-trick na vitória sobre o Union Berlin, por 6–2, numa virada após estar perdendo por 2–0.
Füllkrug foi contratado pelo Hannover 96 em julho de 2016. Marcou um hat-trick na vitória sobre o Mainz 05 por 3–2. Foi o terceiro futebolista com mais gols na Bundesliga de 2017–18.
No dia 31 de agosto de 2023, foi anunciado como novo reforço do Borussia Dortmund, assinando contrato até 2026.

## Títulos

### Prêmios Individuais
- Artilheiro da Bundesliga de 2022–23: 16 gols[8]